# 동아시아인
동아시아인(East Asian people)은 동아시아의 주민을 통틀어 일컫는 말이다. 일반적으로 중국, 일본, 한국(남북한), 대만, 몽골을 가리킨다.
국가별로 한국인, 중국인, 일본인, 몽골인 등이 있고, 민족별로는 한족, 한민족, 야마토 민족 등이 있다. 러시아 극동 연방관구에 사는 퉁구스족과 부랴트인들은 인종적으로는 동아시아인에 포함되지만 정치적으로는 제외되기도 한다. 동아시아 국가 이외에 인종적인 동아시아인이 많이 거주하는 국가로 싱가포르가 있는데, 싱가포르 인구의 거의 80%는 화교이다.

## 유전학

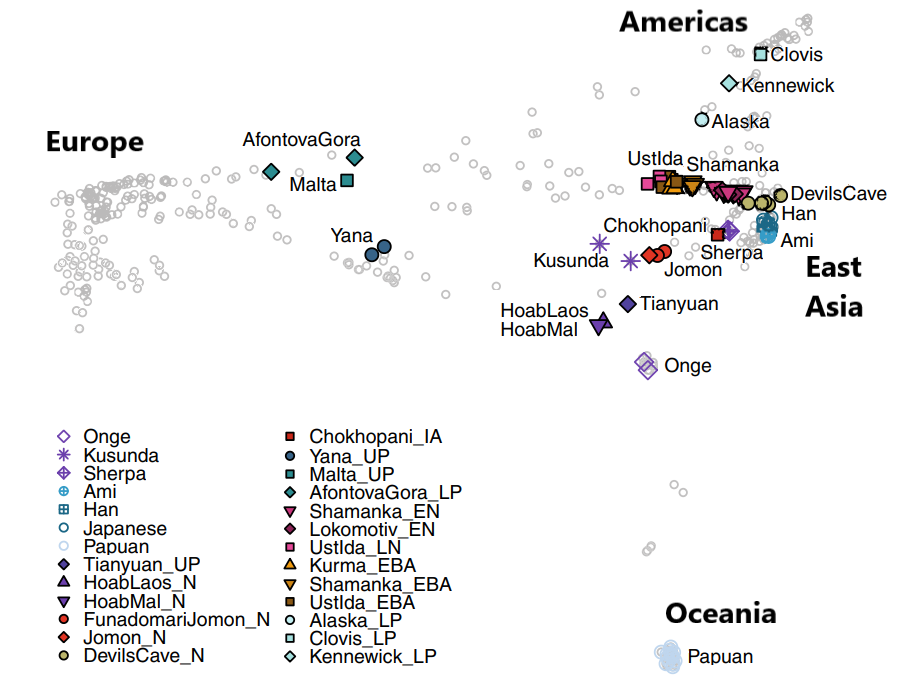
유라시아 인구의 고대 및 현대 개인에 대한 주요 구성 요소 분석.

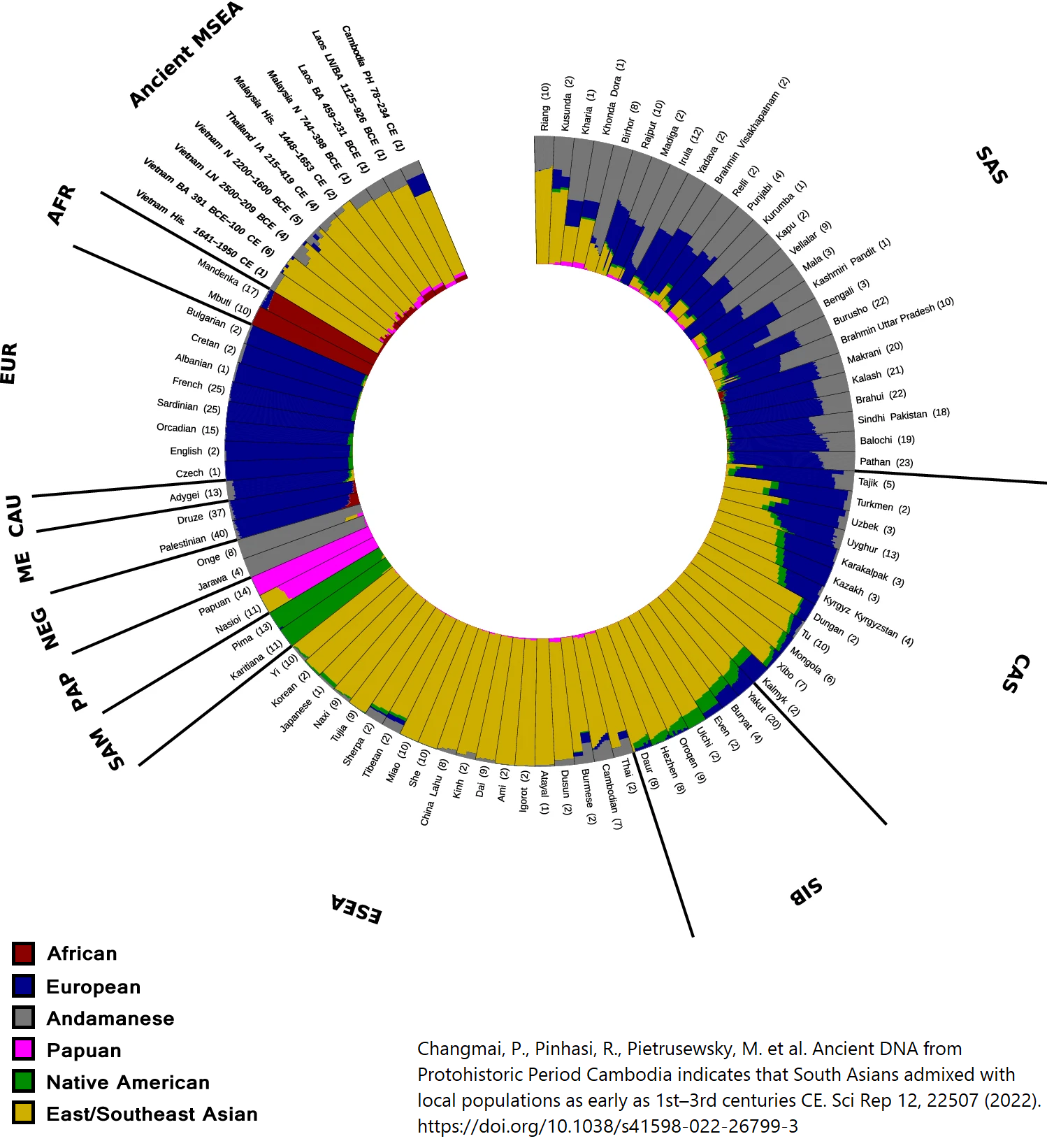
K6 인간 유전적 조상.

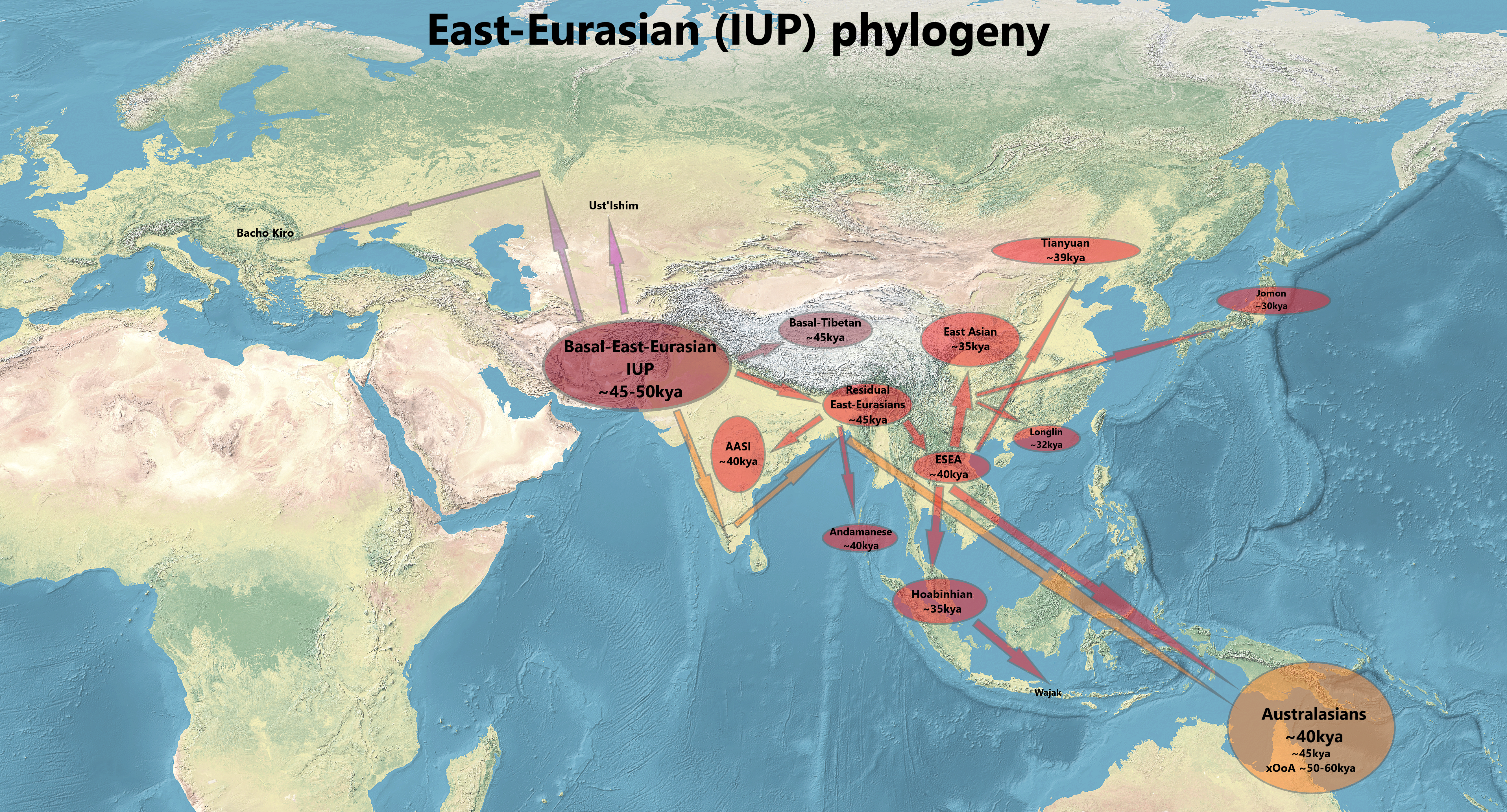
동부 유라시아 계통발생: 동아시아인의 직계 조상의 ESEA 혈통은 동남아시아 본토와 중국 남부에서 시작되어 외부로 확장되었다.

다른 인종보다 머리카락이 굵으며 대체로 눈색이 검다. 알코올 홍조 반응의 높은 비율이 특징적이다.

## 같이 보기
- 아시아인
- 황인
- 몽골로이드